# Gustav Thon
Gustav Thon (* 20. Februar 1805 in Eisenach; † 12. Dezember 1882 in Weimar) war Staatsminister im Großherzogtum Sachsen-Weimar-Eisenach und Jurist.
Gustav Thon, jüngerer Bruder von Ottokar Thon, war zunächst Advokat in Eisenach, bevor er 1825 in das Staatsministerium wechselte. Dort war er bis 1843 als Advokat tätig. Danach wurde er Geheimer Staatsrat, war Chef des Finanzdepartements und Kammerpräsident, musste 1848 jedoch zurücktreten. Im Jahr 1870 war er Chef des Weimarer Staatsministeriums. Thon arbeitete an der Verbesserung des Weimarer Steuersystems und kümmerte sich um soziale Belange und förderte den Freihandel. Er war Mitglied des Zoll- und Handelsvereins. In dieser Eigenschaft wirkte er für die Einheit des deutschen Reiches. Er war Nachfolger Christian Bernhard von Watzdorfs als Chef des Staatsministeriums. Anlässlich seines 50-jährigen Dienstjubiläums wurde ihm am 19. Mai 1875 das Weimarer Ehrenbürgerrecht verliehen. Er war Vater von August Thon, der sich in Jena als Rechtswissenschaftler einen Namen machte.
Thons Grab befindet sich auf dem Historischen Friedhof Weimar.